# Oman
Oman ([oˈmaːn] oder der Oman, amtlich Sultanat Oman, arabisch سلطنة عمان, DMG salṭanat ʿumān) ist ein Staat in Vorderasien im Osten der Arabischen Halbinsel. Die rund fünf Millionen Einwohner leben vorwiegend in Städten. Fast die Hälfte der Bevölkerung sind Immigranten, vorwiegend aus Indien. Die Omaner sind zu 95 Prozent muslimischen Glaubens, und zwar überwiegend Sunniten und Ibaditen. Das Sultanat ist eine absolute Monarchie und besitzt gleichzeitig eine Verfassung. Die vom Sultan ernannten Minister und die zwei nationalen Parlamente haben nur beratende Funktion. Die Staatsführung gilt als autoritäres Regime.
Oman wurde von 1970 bis 2020 vom absolutistischen Herrscher Sultan Qabus bin Said regiert. Zu seinem Nachfolger wurde nach seinem Tod sein Cousin Haitham ibn Tariq ernannt.
Oman hat sich in den letzten Jahrzehnten von einem stark rückständigen zu einem moderat wohlhabenden Staat entwickelt. Ein Bericht der Vereinten Nationen aus dem Jahr 2013 nennt Oman als das Land, welches innerhalb der letzten 40 Jahre seine soziale und wirtschaftliche Lage am meisten verbessern konnte.

## Geographie

### Lage
Oman liegt im Südosten der Arabischen Halbinsel. Es grenzt im Nordwesten an die Vereinigten Arabischen Emirate, im Westen an Saudi-Arabien und im Südwesten an Jemen.
Zudem hat Oman eine lange Küste am Indischen Ozean und am Golf von Oman sowie eine kurze Küste am Persischen Golf.

### Ausdehnung
Zum Staatsgebiet gehören auch die nördlich des Territoriums der Vereinigten Arabischen Emirate an der Straße von Hormus gelegene Halbinsel Rus al-Dschibal am Kap Musandam, die von den Vereinigten Arabischen Emiraten umschlossene Exklave Madha sowie die Gruppe der Kuria-Muria-Inseln und die Insel Masira vor der Ostküste des Landes.
Die Küste wird begrenzt durch das Arabische Meer im Süden und Osten sowie durch den Golf von Oman im Nordosten. Die Staatsgrenzen im Landesinneren sind nicht exakt festgelegt. Das Land ist etwas kleiner als Deutschland.

### Naturraum

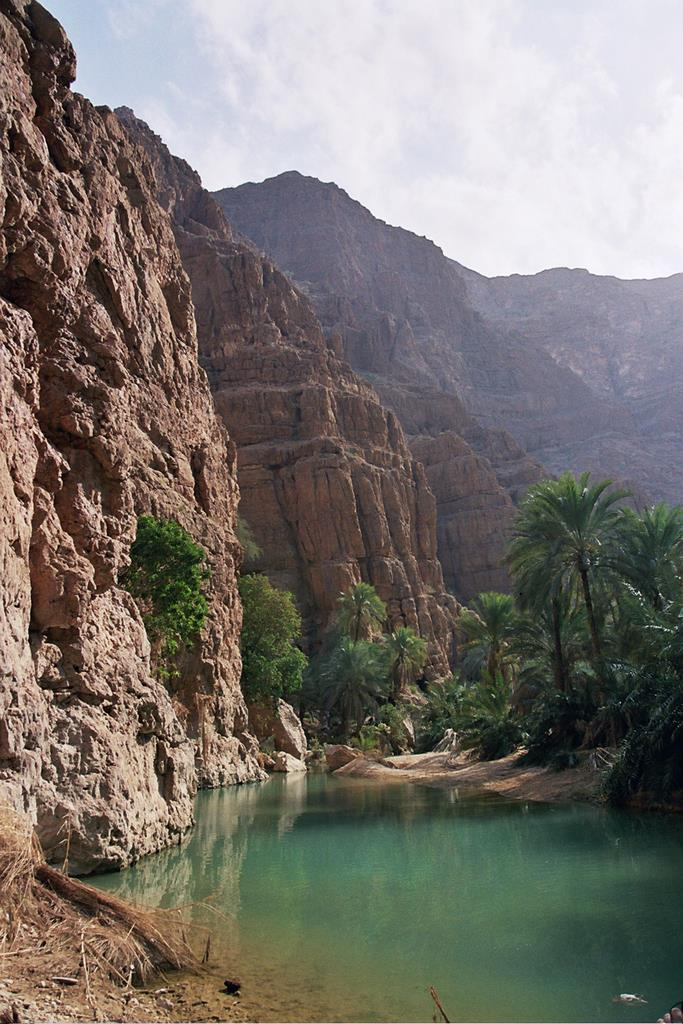
Wadi Schab, Oman

Al-Batina („niederes Land“), der 250 km lange schmale Küstenstreifen am Golf von Oman zwischen Maskat und Suhar, ist eine fruchtbare, vielfach bewässerte Aufschüttungsebene, deren Grundwasser von den nur zeitweise wasserführenden, schluchtartigen Wadis aus dem Omangebirge gespeist wird. Nach der anderen Seite des 600 km langen, parallel zum Golf verlaufenden Hadschar-Gebirges enden die Wadis in der abflusslosen Salzpfanne Umm as-Samin. In diesem Teil des Omangebirges wird im Dschabal Schams (3018 m) die höchste Erhebung des Landes erreicht. Das Gebirge grenzt die Küstenebene von der Wüste ab. Der zentrale, größte Teil Omans wird von der Inneren Wüste (Dschiddat al-Harasis) eingenommen. Von der Hochebene Az Zahirah (500 m) fällt das Land nach Südwesten zum Rand der Wüste Rub al-Chali ab, die Oman mit Saudi-Arabien und dem Jemen teilt. Sie reicht bis zur ebenen Küste am Arabischen Meer und trennt die südliche Provinz Dhofar vom Norden des Landes. In Dhofar erhebt sich entlang der Küste der Gebirgszug der Karaberge.

### Klima

#### Allgemein

Wadi Bani Khalid in der Scharqiyya-Region, nördlich der Wahiba-Wüste

Passatwinde und Ausläufer des indischen Monsuns sind für das randtropische Klima Omans bestimmend. Im Binnenland ist es sehr heiß und trocken, in den Küstenebenen im Norden und in Dhofar feuchtheiß. Maskat hat im Januar Durchschnittstemperaturen von 22 °C, im Juni um 34,5 °C. Der Gharbi, ein heißer Fallwind aus dem Omangebirge, lässt während der Sommermonate die Temperaturen zeitweise unerträglich werden. Die hohe Luftfeuchtigkeit (vor allem im Sommer) führt zu Nebelbildung und gelegentlich zu Sprühregen. Der jährliche Niederschlag beträgt in den Küstenregionen um 100 mm, im Omangebirge um 500 mm.

#### Detailliert
In der Küstenregion (Batina-Ebene, al-Chasab, Maskat, Suhar, Sur) herrscht subtropisches Klima mit warmen Wintern und heißen Sommern. Die Temperaturen liegen im Winter am Tag bei etwa 22 bis 25 °C und steigen zum Sommer hin auf durchschnittliche Tageswerte von 36 bis 39 °C. In heißeren Perioden sind Spitzenwerte von beinahe 47 °C möglich. In den Küstenebenen sind die Temperaturschwankungen zwischen Tag und Nacht gering, daher sind im Sommer auch in der Nacht 30 °C üblich. Vor allem in der Region Maskat sind die Vormittagsstunden oft die heißesten des Tages. Es kann gut vorkommen, dass bereits um 8 Uhr morgens 42 °C gemessen werden, ab Mittag das Thermometer aber bei 38 °C hält. Dies ist aber nicht immer der Fall. Die Luftfeuchtigkeit an den Küsten ist das ganze Jahr über mit 60 bis 80 % hoch. Der Niederschlag ist mit rund 100 mm im Jahr sehr gering (10 bis 20 Niederschlagstage); Regen fällt meist wolkenbruchartig zwischen Dezember und März und kann zu Überflutungen führen, da der trockene, staubig-steinige Boden das Wasser nur schlecht und langsam aufnimmt. Im Sommer gibt es keinen Niederschlag. Das Meer eignet sich ganzjährig zum Baden: Im Winter hat es rund 24 °C, im Sommer bis zu 31 °C.
Das Hadschar-Gebirge im Nordosten des Landes ist das einzige nennenswerte Gebirge Omans. Die höchsten Erhebungen erreichen knapp über 3000 m. Diese Gegend ist von kühlen Wintern und warmen Sommern geprägt. In den kältesten Monaten Januar und Februar fallen die Temperaturen im Hochgebirge, vor allem in den Nächten, häufig unter den Gefrierpunkt, gelegentlich schneit es. Der Niederschlag (Herbst und Winter) kann mehrere Hundert Millimeter erreichen. Im Sommer steigen die Temperaturen auch in der Höhe an, es fällt so gut wie kein Niederschlag mehr, Tageswerte von über 30 °C sind auch in höheren Lagen möglich. In der Nacht sinkt die Temperatur rapide.

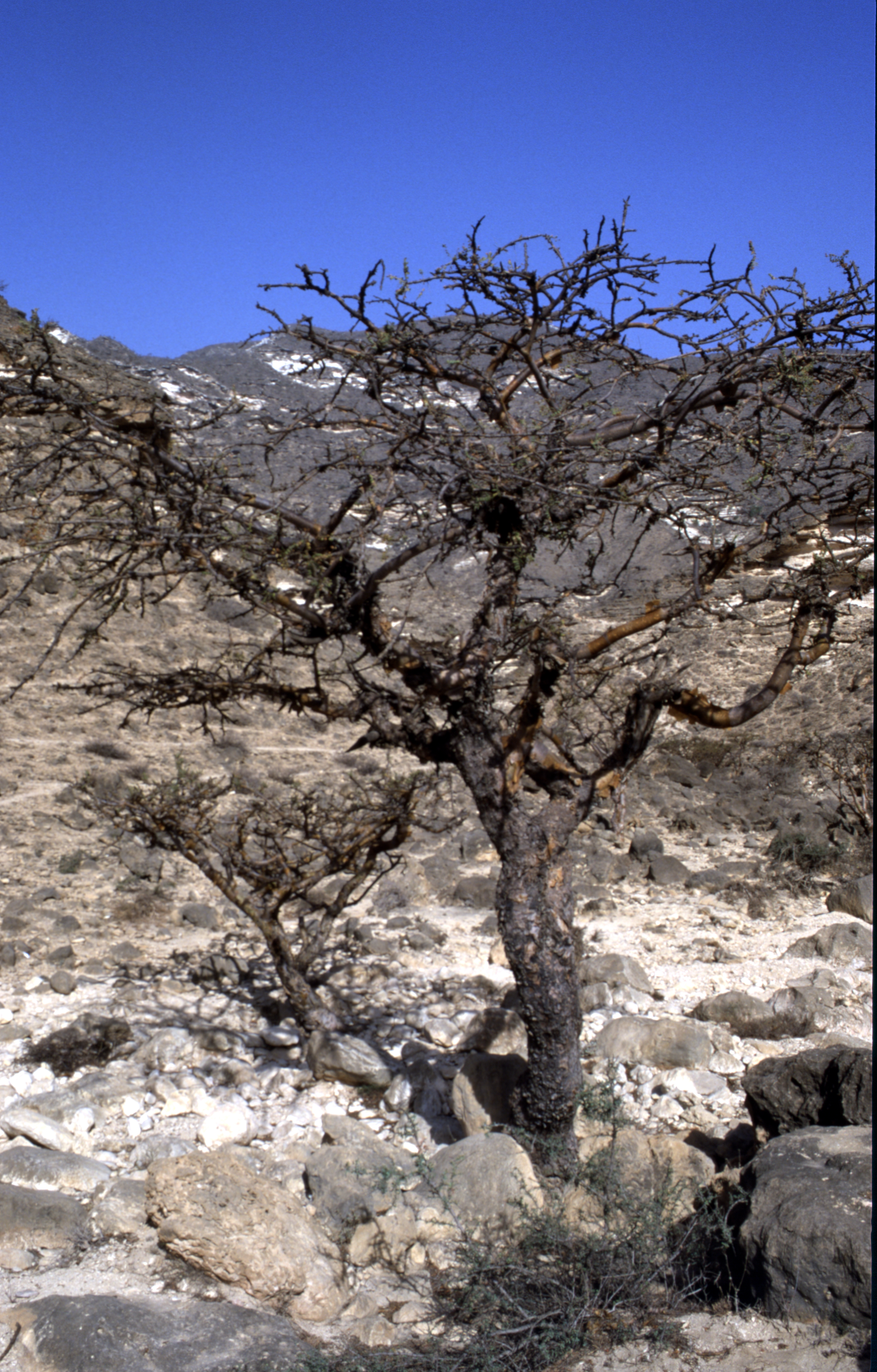
Der Weihrauchbaum ist an das trockene Wüstenklima gut angepasst

Am südwestlichen Rand des Hadschar-Gebirges und noch in vergleichsweise gemäßigtem Klima liegen größere Städte wie Bahla, Ibra und Nizwa. Im dahinter liegenden Landesinneren bis zu den Grenzen mit Saudi-Arabien und den Vereinigten Arabischen Emiraten schließen sich die beiden Wüsten Omans an: die Rub al-Chali (wörtlich „leeres Viertel“) und die Rimal Al Wahiba. Dort herrscht heißes und trockenes Wüstenklima mit vergleichsweise kühlen Wintern und extrem heißen Sommern. Im Januar erreichen die Tagestemperaturen bis zu 25 °C und fallen in der Nacht auf 10 bis 12 °C. Die seltenen Regenfälle gehen im Winter meist in Form von kurzen, heftigen Schauern nieder, sind aber langfristig unergiebig. Im Sommer ist es tagsüber sehr heiß mit Tagesmitteln zwischen 41 und 44 °C sowie Spitzenwerten von bis zu 52 °C. Trotz einer beträchtlichen Abkühlung fallen die Werte in der Nacht kaum unter 25 °C. Die Luftfeuchtigkeit ist ganzjährig gering und beträgt im Sommer oft nur 20 %.
Die Region Dhofar um Salala, Mirbat und Taqah im Südwesten des Sultanats wird als einziger Teil der arabischen Halbinsel direkt vom Monsun beeinflusst: Es ist ganzjährig warm und feucht, beinahe tropisch. Im Winter regnet es selten und die Temperaturen bewegen sich zwischen 20 °C in den Nächten und um 27 °C tagsüber. Die Luftfeuchtigkeit liegt bei mittleren 50 bis 60 % und die Meerestemperatur beträgt knapp 25 °C. Der Frühsommer ist mit Tageswerten von 31 bis 33 °C die eigentlich heiße Zeit des Jahres, auch die Nächte sind mit knapp 27 °C sehr warm. In dieser Zeit erwärmt sich das Meer auf bis zu 29 °C und die Luftfeuchtigkeit steigt an. Während einer der selten vorkommenden und durch Winde aus den zentralen Landesteilen hervorgerufenen Hitzewellen wurde in Salala die Höchsttemperatur von 47,2 °C gemessen. Ab etwa Mitte Juni beeinflusst der südostasiatische Monsun (Charif) das Klima. Dessen Ausläufer stauen sich an den Küstenerhebungen Dhofars und regnen sich ab. Von Juli bis September regnet es an bis zu 22 Tagen pro Monat, meist als feiner Sprühregen, der von Nebelschwaden und tief hängenden Wolken begleitet wird. Dies führt zu Abkühlung und die Lufttemperatur pendelt sich bei konstanten 25 °C ein. Temperaturschwankungen zwischen Tag und Nacht gibt es fast nicht mehr, die Meerestemperatur bleibt hoch und die Luftfeuchtigkeit erreicht Werte von 80 bis 90 %. Für die arabische Halbinsel einzigartig, ergrünt nach Einsetzen der Monsunregenfälle die Landschaft. Omaner aus anderen Landesteilen sowie Touristen aus anderen Golfstaaten besuchen zu dieser Zeit die Region, um den für sie unbekannten Regenreichtum und das üppige Grün zu erleben.

### Flora und Fauna
In der Inneren Wüste wechseln sich Halbwüsten mit Trockengräsern, Schirmakazien, Drachenbäumen und Dornsträuchern und vegetationslose Vollwüsten ab.
In den Karabergen überwiegen Trockensträucher, darunter der Weihrauchbaum, aus dem Weihrauch gewonnen wird. Dieses stammt seit der Antike zu einem großen Teil aus Oman. Wo es klimatisch möglich ist, kultivieren die Menschen Dattelpalmen.
Die feuchten Gebirgshänge werden von Wäldern und Gesträuch mit Akazien, Maulbeerfeigen und Jasmin bedeckt.
In Höhen über 1000 m finden sich Wacholder, Ölbäume, Nacktfrucht, Zedern und Euphorbien, an letzterer findet sich gelegentlich als Besonderheit die als Wurzelparasit lebende Pflanze Hydnora abyssinica aus der Ordnung der Pfefferartigen.
Die kleinen Klippschliefer (Procavia capensis), erinnern zwar vom Aussehen her an Meerschweinchen, sind aber tatsächlich mit Elefanten und Seekühen verwandt, wie DNS-Untersuchungen bestätigten. Die Pflanzenfresser verfügen über Nagezähne und leben auch in trockenen, von Wüsten und Savannen geprägten Gebieten des Oman. Die kleinen Tiere dienen zahlreichen Raubtieren als Beute, wie z. B. dem endemischen Omankauz (Strix butleri), die Sandkatze (Felis margarita) und zahlreichen Schlangenarten, die sich auch in den trockenen Gebieten wohl fühlen, wie Sandrasselottern der Gattung Echis, Sandvipern, Puffottern und Kobras.
Unter den wildlebenden Tieren kommen im Dhofar-Gebirge noch wenige Exemplare des Persischen Leoparden (Panthera pardus nimr) vor. 2013 wurde der Bestand in den Bergen im Süden Omans auf 50 bis 100 Tiere geschätzt. Die Raubkatze ist nicht nur durch Habitatsverlust, sondern auch durch illegale Angriffe der Hirten bedroht, die ihre Ziegen, Kühe und Kamele schützen wollen.
Die Weltnaturschutzorganisation IUCN stuft den Persischen Leoparden in die Gefährdungskategorie vom Aussterben bedroht (CR = Critically Endangered) ein. Offiziell gab es 2021 noch etwa 200 frei lebende Exemplare, wobei in Oman, mit rund 50 Tieren, die größte Einzelpopulation lebte.
Der Arabische Tahr ist eine scheue Halbziegenart, die ebenfalls im Hadschar-Gebirge beheimatet ist und in Oman bereits seit 1976 unter Schutz steht. Laut IUCN ist die Art dennoch stark in ihrem Bestand gefährdet, sowohl durch Wilderei als auch durch Überweidung.
Die in freier Natur ausgestorbene Arabische Oryx wurde in den 1980er Jahren wieder in einem Schutzgebiet angesiedelt. Das Wildschutzgebiet der Arabischen Oryx wurde von der UNESCO 1994 als Weltnaturerbe anerkannt. Im Jahre 2007 wurde dem Gebiet als erstem weltweit das UNESCO-Patent wieder aberkannt. Die Regierung hatte das Gebiet zur Erdölförderung um 90 Prozent der ursprünglichen Fläche verkleinert, so dass es die Voraussetzungen für ein Schutzgebiet nicht mehr erfüllt.
Domestizierte Dromedare sind beliebte Haus- und Nutztiere, in Oman gibt es jedoch auch noch immer wild lebende Populationen. Es gibt etwa 85 Arten von einheimischen Vögeln, wie z. B. das Senegal-Flughuhn, hinzu kommen Zugvögel. Insgesamt wurden über 450 verschiedene Vogelarten gesichtet. Es gibt im Küstenbereich von Ras al-Dschinz ein Schildkrötenreservat, wo jährlich bis zu 100.000 Meeresschildkröten an Land kommen, um ihre Eier abzulegen.
In den Gebirgszügen des Landes im Norden und Süden entspringen zahlreiche Quellen. In den Süßwasservorkommen im Hadschar-Gebirge wurden zahlreiche Arten unscheinbarer kleiner Fische entdeckt, zu denen auch die Oman-Barbe Garra barreimiae, aus der Gattung Garra, zählt. Forscher der Universität Wien entdeckten in den unterirdischen Seen eines Höhlensystems im Hadschar-Gebirge auch Höhlenformen der Barben, die blind und zartrosa sind, wie ihr Verwandter, der Somalische Höhlenfisch (Garra andruzzii). Aus Süßwasservorkommen im Norden, als auch im Süden sind zudem mehrere, aber insgesamt nur wenige, Molluskenarten beschrieben worden. Aus medizinischer Sicht ist dabei die in wenigen Fällen vorkommende Vektorfunktion für den Schistosomiasis auslösenden Parasit Schistosoma mansoni von Bedeutung.
Vor den Küsten liegen reiche Fischgründe mit Stachelmakrelen, Thunfischen, Sardinen, in den omanischen Gewässern wurden auch 20 verschiedene Walarten, sowie Delfine und Haie gesichtet.

### Städte
Im Jahr 2023 lebten 88 Prozent der Einwohner Omans in Städten. Die Hauptstadt Maskat hat 25.000 Einwohner, der engere Hauptstadtbereich hat 370.000, die gesamte Muscat Capital Area über eine Million Einwohner.

## Bevölkerung

### Demografie
Laut Zensus lag die Einwohnerzahl 2020 bei 4,48 Mio.
Über 30 % der Omaner sind jünger als 15 Jahre. Die Anzahl der Geburten pro Frau lag 2020 statistisch bei 2,7. Die Lebenserwartung der Einwohner Omans ab der Geburt lag 2020 bei 77,1 Jahren. Aufgrund des niedrigen Median-Alters in Verbindung mit einer hohen Lebenserwartung hatte das Land eine der niedrigsten Sterberaten weltweit.
| Jahr | Einwohner | Jahr | Einwohner |
| ---- | --------- | ---- | --------- |
| 1950 | 0550.000  | 1990 | 1.812.000 |
| 1960 | 0552.000  | 2000 | 2.401.000 |
| 1970 | 0724.000  | 2010 | 2.773.000 |
| 1980 | 1.154.000 | 2020 | 4.481.000 |

Oman ist eines der am dünnsten besiedelten Länder der Erde. Die meisten Einwohner leben im Norden an den Küstenregionen, einen weiteren Ballungsraum bildet die Region um die Stadt Salala im Süden des Landes. Der Rest ist weitestgehend unbewohnt. 2020 lebten über 86 % der Bevölkerung in Städten. 5 % der Bevölkerung leben noch als Nomaden. Die Bevölkerung wächst sehr stark. Sie hat sich innerhalb einer Dekade in etwa verdoppelt. Zu dem steigenden Bevölkerungswachstum trug vor allem der Zuzug ausländischer Arbeitnehmer bei, der seit 2010 sprunghaft angestiegen ist. So sind mittlerweile 46 % der Bevölkerung bzw. etwa 2,3 Mio. Menschen Migranten, davon etwa 1,3 Mio. Inder. Im Nordosten stammen viele Bewohner aus den ehemaligen omanischen Kolonien in Ostafrika (z. B. Sultanat Sansibar).

### Sprachen
Die Amtssprache ist Arabisch, daneben werden auch iranische (Balutschi und Persisch) und indoarische (Urdu) Sprachen gesprochen. Indische Sprachen werden immer verbreiteter. Handelssprache ist Englisch. Ein Teil der Bevölkerung spricht einen Swahili-Dialekt, wie er in Ostafrika und auf Sansibar gesprochen wird.
Im Süden und Westen des Landes werden außerdem einige neusüdarabische Sprachen gesprochen.

### Religion
Staatsreligion ist der Islam. Nach einer Schätzung von 2017 sind 85,9 % der Bewohner Omans Muslime, 6,5 % Christen, 5,5 % Hindus und 0,8 % Buddhisten. Unter den omanischen Staatsbürgern, die insgesamt weniger als 60 % der Gesamtbevölkerung ausmachen, sind 95 % Muslime (45 % Ibaditen, 45 % Sunniten, 5 % Schiiten) und 5 % Angehörige anderer Religionen (Christen, Hindus, Buddhisten).

### Bildung
Die Alphabetisierung Omans betrug 2020 97 % der männlichen und 92,7 % der weiblichen Bevölkerung, eine der höchsten Raten der arabischen Welt. Obwohl keine allgemeine Schulpflicht besteht, werden über 90 % der Kinder eingeschult, der Schulbesuch ist kostenlos. Die einzige staatliche Hochschule des Landes, die Sultan-Qabus-Universität, wurde 1986 in Maskat gegründet. Daneben existieren vier private Universitäten. Außerdem gibt es sechs staatliche und zwölf private Colleges, die in etwa mit den deutschen Fachhochschulen beziehungsweise Berufsakademien vergleichbar sind.

### Gesundheit und Sozialfürsorge
Im Oman gibt es Alters- und Invaliditätsrenten, Witwen- und Waisenunterstützungen. Die Gesundheitsausgaben des Landes betrugen im Jahr 2021 4,4 % des Bruttoinlandsprodukts. Im Jahr 2018 praktizierten in Oman 21 Ärztinnen und Ärzte je 10.000 Einwohner. Die Sterblichkeit bei unter 5-jährigen betrug 2022 10,5 pro 1000 Lebendgeburten.

## Geschichte
Das Gebiet von Oman war bereits in der Steinzeit besiedelt. In vorislamischer Zeit gehörte die Provinz Dhofar zum Reich der Sabäer, das durch die Legende vom Besuch der Königin von Saba bei König Salomo bekannt geworden ist. Oman war um 3000 v. Chr. den Sumerern in Mesopotamien bekannt (siehe Magan).
Nach der Übernahme des Islams um 630 n. Chr. wurde Oman Teil des Kalifats der Umayyaden und Abbasiden. Vor allem im Hinterland breitete sich um 700 die Sekte der Ibaditen aus, die im 9. Jahrhundert im Innern des Landes ein unabhängiges Imamat gründeten. Teile der omanischen Bevölkerung wichen nach Ostafrika aus, wo sie die Vorherrschaft der Araber im westlichen Indischen Ozean begründeten. Die Hafenstadt Suhar stieg währenddessen zum bedeutendsten Handelszentrum der islamischen Welt auf und pflegte Kontakte bis in das Kaiserreich China und nach Ostafrika. Nach der Zerstörung Suhars durch die Buyiden (965) wurde das Land mehrmals von persischen Eroberern besetzt, bevor um 1500 die Portugiesen die Kontrolle über Hormus erlangten.
Im Kampf gegen die Eindringlinge wurde Oman unter der Yaruba-Dynastie ab 1624 vereinigt. Nach der Vertreibung der Portugiesen Mitte des 17. Jahrhunderts stieg Oman zur Seemacht im Indischen Ozean auf. Um 1730 eroberte Saif ibn Sultan II. Sansibar und weite Gebiete der ostafrikanischen Küste, die zur Domäne arabischer Plantagenbesitzer und Sklavenhändler aus dem Sultanat Oman wurden. Maskat wurde ein bedeutender Handelsplatz zwischen Arabien und Indien und entwickelte sich insbesondere im Sklavenhandel zum „Global Player“. Die Insel Sansibar wurde 1840 durch Said ibn Sultan, auch bekannt als Sayyid Said (1806–1856), zur Residenz erklärt. Um 1750 wurde die Said-Dynastie begründet, die Oman bis heute beherrscht. 1783 kam die heute pakistanische Stadt Gwadar in Belutschistan als Absatzhafen für Sklaventransporte unter omanische Herrschaft; sie blieb es bis zu ihrem Verkauf an Pakistan im Jahr 1958.
Ab 1798 gewann Großbritannien in Oman an Einfluss: Ein zwischen dem Sultan von Maskat und der britischen Ostindien-Kompanie geschlossener Vertrag stärkte die Vorherrschaft der Briten in der Golfregion. Dennoch erlebte Oman in der ersten Hälfte des 19. Jh. den Höhepunkt seiner Macht. Entscheidend dafür war, dass nach dem Verbot des Sklavenhandels durch das britische Parlament das Sultanat zum weltweiten Zentrum des Sklavenhandels wurde. Nach dem Verlust Sansibars im Jahre 1856 begann der wirtschaftliche Niedergang des Landes, da die Zolleinnahmen aus den afrikanischen Häfen entfielen. Dazu kam, dass Omans Handelsflotte mit den modernen europäischen Dampfschiffen nicht konkurrieren konnte und der Sklavenhandel unter dem Druck der europäischen Kolonialmächte zurückgedrängt und schließlich verboten wurde (die Sklaverei selbst blieb in Oman jedoch legal). Obwohl formal stets unabhängig, geriet Oman – unter anderem durch Verträge von 1891 – Ende des 19. Jahrhunderts in faktische Abhängigkeit von Großbritannien. Die britische Vorrangstellung endete schrittweise, insbesondere infolge des 1968 angekündigten Abzuges der britischen Truppen aus dem Raum „östlich von Sues“.
Das 1913 von Bergstämmen im Landesinnern ausgerufene Ibaditen-Imamat wurde 1955 von Truppen des Sultans besetzt, der Imam nach einem Aufstandsversuch 1957 vertrieben. Sultan Said ibn Taimur, der von 1932 bis 1970 herrschte, beließ das Land in seiner Rückständigkeit und außenpolitischen Isolation: Die Sklaverei wurde aufrechterhalten, hohe Binnenzölle erhoben, das Schulsystem auf Koranschulen beschränkt. Erst mit dem Beginn der Erdölförderung und dem Regierungsantritt von Qabus ibn Said, der seinen Vater 1970 abgesetzt hatte, kam es zu ersten Reformen: Abschaffung der Sklaverei, Aufhebung von Ausgangs- und Reisebeschränkungen. Die Gewinne aus der Erdölförderung ermöglichten eine Verbesserung der Infrastruktur.
1965 erhoben sich in der Provinz Dhofar sozialistische Rebellen, die zum Teil vom Südjemen unterstützt wurden, gegen die ibaditische Regierung. Beigelegt wurden diese immer wieder aufflackernden Auseinandersetzungen erst 1976. Im Zuge der irakischen Besetzung Kuwaits 1990 verstärkten die USA ihre militärische Präsenz in diesem Teil der Golfregion.
Bei den Protesten in Oman 2011 im Verlauf des Arabischen Frühlings kam es in der nördlichen Hafenstadt Suhar, in der Hauptstadt Maskat und im Süden des Landes zeitweise zu gewalttätigen Zusammenstößen. Die Demonstranten in Oman forderten mehr politische Teilhabe, aber keinen Umsturz der Machtverhältnisse.
Oman avancierte seit Mitte der 2010er Jahre immer öfter zum Ort für geheime Gesprächsformen zwischen den USA und Iran über Atomfragen. Oman ist auch der wichtigste Mediator beim Krieg im Jemen und gilt wegen dieser Rollen als die „Schweiz der arabischen Welt“.

## Politik

### Politisches System
Gemäß der Verfassung von 1996 („Grundgesetz des Staates“) ist Oman eine absolute Monarchie (Sultanat). Oberster Herrscher des Landes ist der Sultan, der das Amt des Staatsoberhaupts und Regierungschefs in sich vereint. Die von ihm ernannten Minister haben nur beratende und administrative Funktion; derzeit gibt es 30 Minister.

#### Verwaltungsgliederung
Oman ist in acht Gouvernements (manatiq, Sg. mintaqa) gegliedert, die sich wiederum in Distrikte (wilayat, Sg. wilaya) unterteilen.

#### Konsultativrat
Der Nationale Konsultativrat ist eine nach dem Zweikammersystem aufgebaute Versammlung mit lediglich beratender Funktion. Das Oberhaus, die Staatsversammlung (Madschlis ad-Dawla), setzt sich aus 41 vom Sultan ernannten Mitgliedern zusammen. Das Unterhaus, die Beratende Versammlung (Madschlis asch-Schura), wird von Omanern im Alter ab 21 Jahren auf drei Jahre gewählt. Der Sultan ernennt aus 164 gewählten Kandidaten schließlich 82 zu Mitgliedern der Versammlung. Außerdem hat der Sultan das Recht, die Wahl für ungültig zu erklären. Die Gesetzgebung erfolgt durch Dekrete; politische Parteien sind verboten.

#### Frauenwahlrecht
Seit 1994 hatten Frauen ein auf bestimmte Sitze in der Beratenden Versammlung beschränktes aktives und passives Wahlrecht. Gleiche Rechte für Frauen und Männer wurden in Artikel 17 der Verfassung von 1996 verankert. 2003 wurde das allgemeine aktive und passive Wahlrecht auf nationaler Ebene rechtzeitig für die Wahlen von 2003 gewährt und damit das Frauenwahlrecht eingeführt. Im Oktober 2003 wurden bei den ersten Parlamentswahlen, bei denen alle Omaner über 21 wählen durften, zwei Frauen ins Parlament gewählt. Davor hatte es Ernennungen von Frauen nach einer beschränkten Wahl gegeben:
1. Beratende Versammlung (Madschlis asch-Schura): Zwei Frauen, 1997. Beide wurden 1997 nach einer beschränkten Wahl ernannt: 50.000 Omaner, darunter zum ersten Mal Frauen, wählten eine Gruppe von Nominierten für die Beratende Versammlung. Der Sultan ernannte aus der Gruppe der so Gewählten 82 Delegierte. Bei der nächsten Wahl, die eine erweiterte Wählerschaft zuließ, wurden beide Frauen wiedergewählt.
2. Staatsversammlung (Madschlis ad-Dawla): Vier Frauen.
2007 wurde keine Frau gewählt, 2012 nur eine.

### Politische Indizes
| Name des Index                     | Indexwert    | Weltweiter Rang | Interpretationshilfe | Jahr |
| ---------------------------------- | ------------ | --------------- | --- | ---- |
| Fragile States Index               | 47,4 von 120 | 137 von 179     | Stabilität des Landes: stabiler 0 = sehr nachhaltig / 120 = sehr alarmierend Rang: 1 = fragilstes Land / 179 = stabilstes Land | 2024 |
| Demokratieindex                    | 3,05 von 10  | 120 von 167     | Autoritäres Regime 0 = autoritäres Regime / 10 = vollständige Demokratie                                                       | 2024 |
| Freedom in the World Index         | 24 von 100   | —               | Freiheitsstatus: unfrei 0 = unfrei / 100 = frei                                                                                | 2024 |
| Rangliste der Pressefreiheit       | 42,3 von 100 | 134 von 180     | Schwierige Lage für die Pressefreiheit 100 = gute Lage / 0 = sehr ernste Lage                                                  | 2025 |
| Korruptionswahrnehmungsindex (CPI) | 55 von 100   | 50 von 181      | 0 = sehr korrupt / 100 = sehr sauber                                                                                           | 2024 |

### Militär

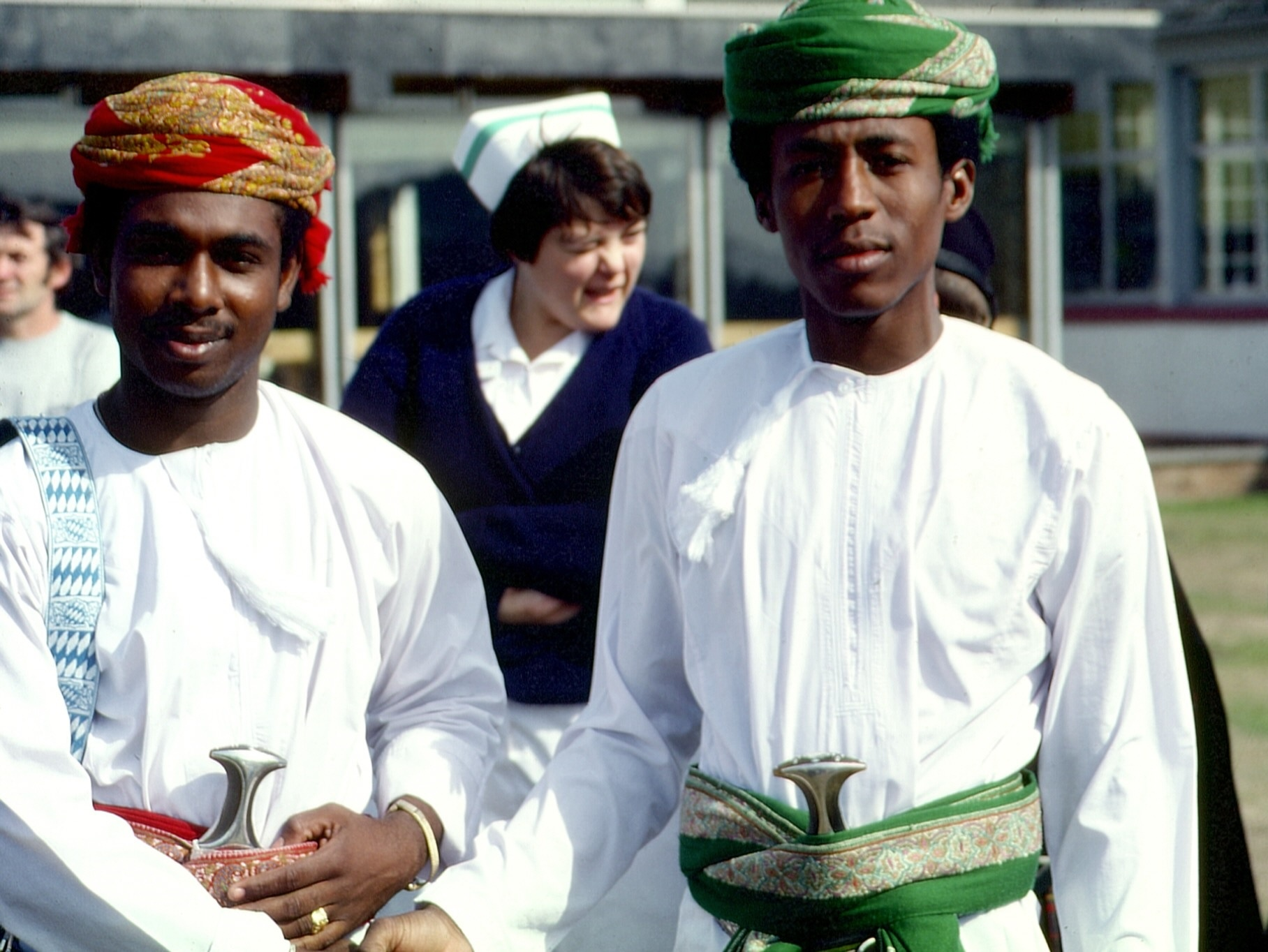
Omanische Offiziere in Edinburgh (1984)

Oberbefehlshaber der Streitkräfte ist der Sultan. In Oman besteht keine Wehrpflicht. Das Verteidigungsministerium und der Generalstab haben seit 1978 ihren Sitz in Muaskar al-Murtafa'a in der Nähe des Flughafens Seeb. Die omanischen Streitkräfte haben eine Gesamttruppenstärke von etwa 43.000 und bestehen aus folgenden drei Teilstreitkräften: der Königlich-Omanischen Armee, der Königlich-Omanischen Luftwaffe und der Königlich-Omanischen Marine. Alle Truppenteile verfügen unter anderem über umfangreiche westliche Ausrüstung und Waffen.
Oman gab 2017 knapp 12,1 Prozent seiner Wirtschaftsleistung oder 8,7 Milliarden US-Dollar für seine Streitkräfte aus. Die Verteidigungsausgaben als Anteil der Wirtschaftsleistung gehören zu den höchsten der Welt.

### Internationale Beziehungen

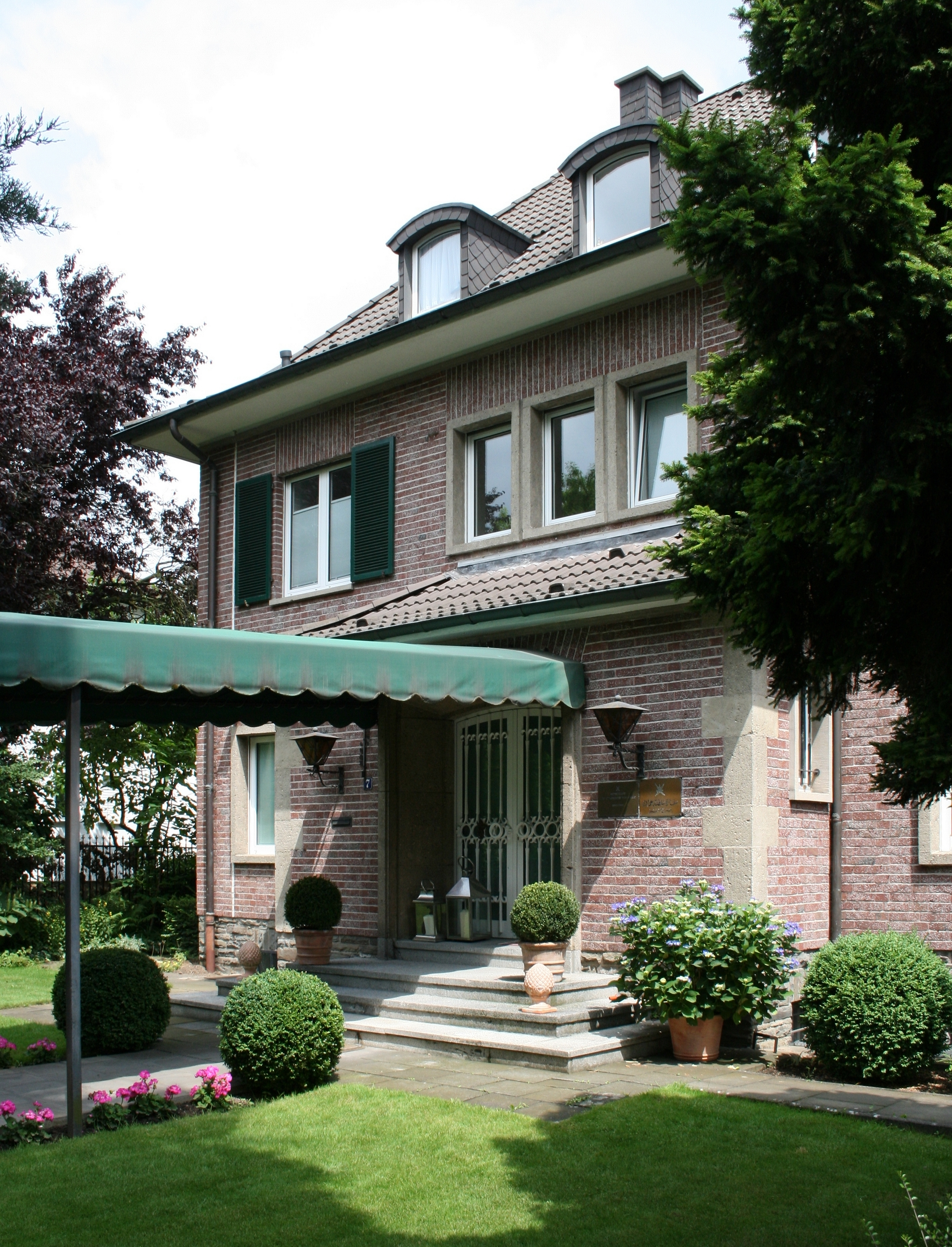
Die Residenz des Botschafters des Sultanats Oman im Bonner Stadtbezirk Bad Godesberg

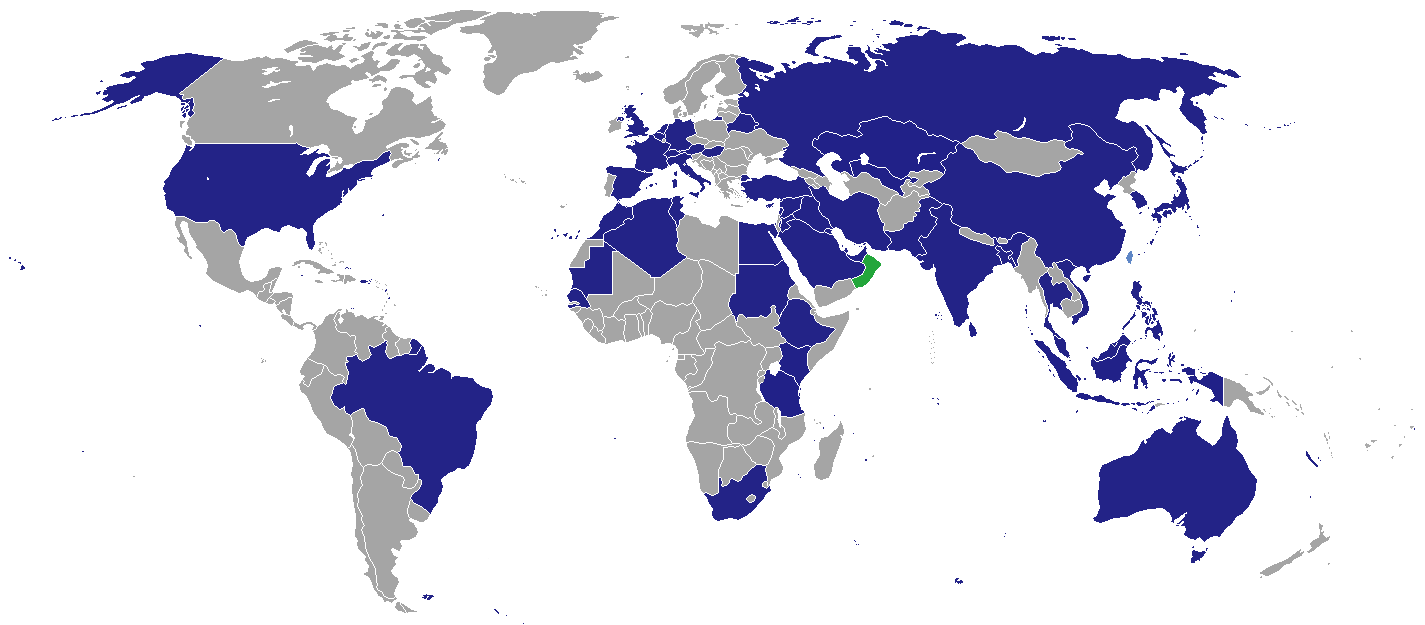
Standorte der diplomatischen Vertretungen des Oman

Nach der Regierungsübernahme durch Sultan Qabus im Jahr 1970 beendete Oman die Politik der Abschottung und wurde im Jahr 1971 Mitglied der UNO (seit 21. September 1971) und der Arabischen Liga. In den Folgejahren wurden zu weiteren Ländern diplomatische Beziehungen aufgenommen, beispielsweise bestehen seit 1973 diplomatische Beziehungen zur Schweiz. Oman versucht außenpolitische Neutralität in den Konflikten des Nahen Ostens zu wahren, da seine Mehrheitsbevölkerung weder schiitisch noch sunnitisch ist. Das Land versucht, eine Vermittlerrolle einzunehmen.
Seit dessen Gründung im Jahr 1982 ist Oman Mitglied des Golf-Kooperationsrats und arbeitet mit dessen Mitgliedern Bahrain, Kuwait, Katar, Saudi-Arabien und den Vereinigten Arabischen Emiraten eng zusammen. Vom Projekt der Einführung einer gemeinsamen Währung hat sich Oman vorerst zurückziehen müssen, da es den ursprünglich geplanten Einführungstermin nicht hätte einhalten können.
Der Schwerpunkt der Beziehungen zu Ländern außerhalb der arabischen Welt liegt im Bereich der Wirtschaft. Mit Deutschland bestehen Abkommen über wirtschaftliche und industrielle Zusammenarbeit, Investitionsförderung und Luftverkehr; allerdings keine bilateralen Kulturabkommen. Ein Doppelbesteuerungsabkommen wurde 2012 unterzeichnet, ist aber bislang nicht in Kraft getreten. Mit der Schweiz besteht ein Abkommen zum Investitionsschutz; ein Doppelbesteuerungsabkommen wurde am 22. Mai 2015 unterzeichnet und ist am 13. Oktober 2016 in Kraft getreten.
Bedingt durch die Notwendigkeit, die junge Bevölkerung auszubilden, ist Oman auch an internationalem Austausch im Bildungsbereich interessiert. Obwohl mit der German University of Technology in Oman eine mit der RWTH Aachen assoziierte Privatuniversität existiert, ist der wissenschaftliche Austausch bzw. der Studentenaustausch zwischen Oman und Deutschland noch nicht weit fortgeschritten. Seit 2008 existiert ein Programm, das omanische Regierungsstipendiaten zum Studium nach Deutschland entsendet.
Die Deutsch-Omanische Gesellschaft wurde 1992 gegründet.
Oman nahm 2023 diplomatische Beziehungen mit dem Vatikan auf und ernannte einen Botschafter für den Heiligen Stuhl.

### Menschenrechte
Im Sultanat Oman stehen die Menschenrechte nach der Kairoer Erklärung der Menschenrechte im Islam unter dem Vorbehalt der Gesetze der Scharia. Die absolut regierende königliche Familie geht konsequent gegen oppositionelle Stimmen und Kritiker vor. Gemäß dem Jahresbericht 2010 der Organisation Amnesty International werden im Sultanat Oman Menschenrechte missachtet oder verletzt:
- Inhaftierung gewaltloser politischer Oppositioneller
- Unterdrückung der Meinungs- und Religionsfreiheit
- Haft ohne Anklage und Gerichtsverfahren
- Anwendung der Todesstrafe

Die Lage der Pressefreiheit ist laut der Nichtregierungsorganisation Reporter ohne Grenzen „schwierig“.
Der Oman gehört seit 1994 der Internationalen Arbeitsorganisation an, jedoch sind Gewerkschaften erst seit 2006 zugelassen und es wurden auch nach der Legalisierung noch Verletzungen von Gewerkschaftsrechten festgestellt. Im Oman existiert ein gesetzlicher Mindestlohn, der aber nicht für Arbeitsmigranten gilt, die einen großen Teil der Beschäftigten stellen.

### Rechtssystem
Das Rechtssystem in Oman ist eine Mischung aus britischem Common Law und der Scharia. Homosexualität ist illegal und kann mit bis zu drei Jahren Gefängnis bestraft werden.

## Wirtschaft

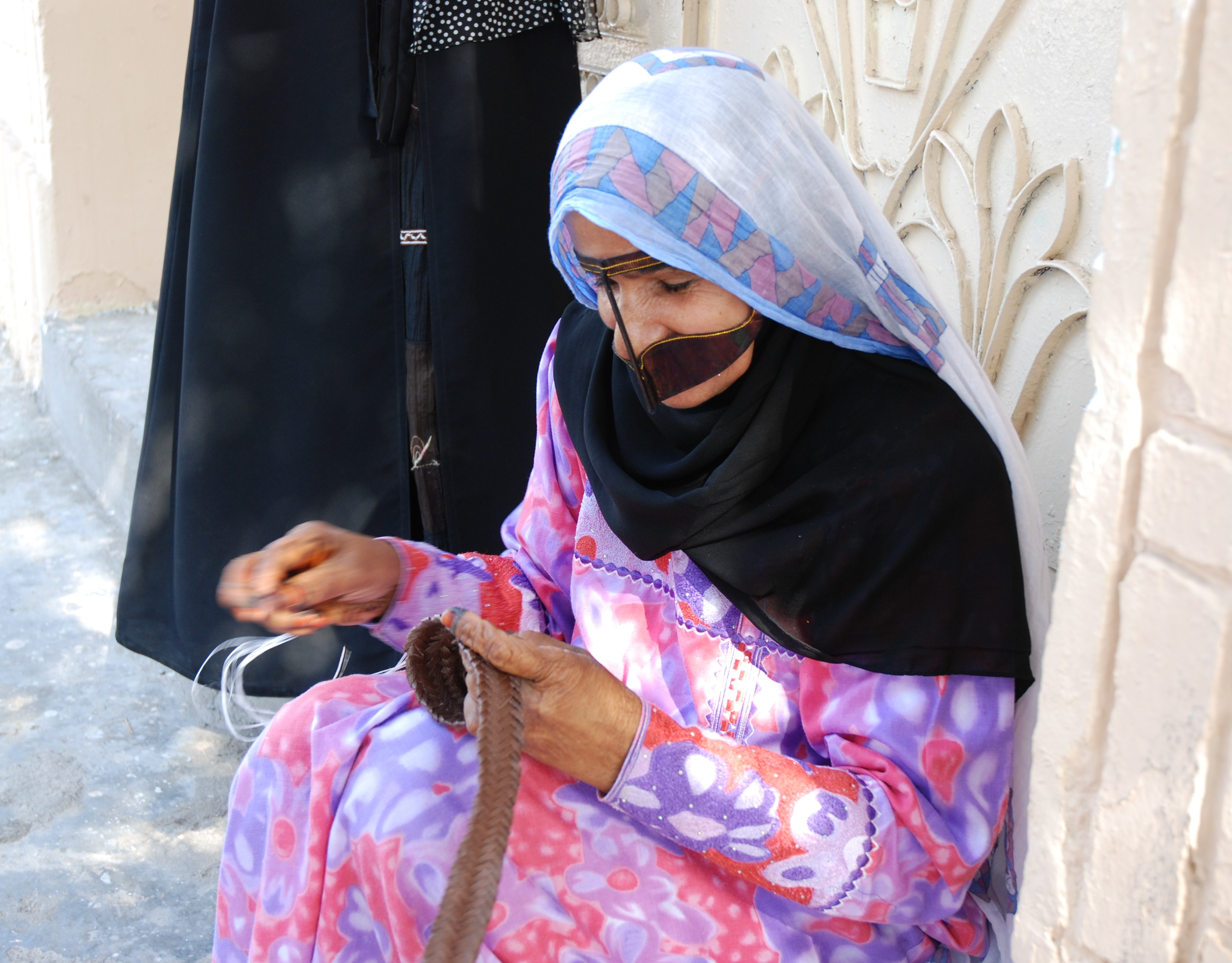
Handwerkerin in Nord-Oman

### Basisdaten
Oman hat durch die Ende der 1960er Jahre einsetzende Förderung von Erdöl eine weitgehende Umstrukturierung von einer agrarisch ausgerichteten Wirtschaft zur exportorientierten Erdölwirtschaft erfahren. Das BIP pro Kopf lag 2023 kaufkraftbereinigt bei 41.559 US-Dollar. 2016 hatte die Landwirtschaft nur noch einen Anteil von 1,7 % am BIP, während die Industrie 45,4 % und der Dienstleistungssektor 52,9 % ausmachte. Im gleichen Jahr war das BIP um 3,1 % gewachsen. Die Arbeitslosigkeit lag 2004 im Durchschnitt bei 15 %. Erwerbstätig waren im Jahr 2000 6 % der Bevölkerung in der Landwirtschaft, 11 % in der Industrie und 82 % im Dienstleistungssektor. 2016 betrug der Anteil der Militärausgaben am BIP 13,7 %, derjenige für Bildung 5,0 % und derjenige für Gesundheit 3,2 %.
Im Global Competitiveness Index, der die Wettbewerbsfähigkeit eines Landes misst, belegt Oman Platz 53 von 141 Ländern (Stand 2019). Der Index für wirtschaftliche Freiheit 2024 des Landes war der 58 höchste von 176 Ländern.
| Jahr                                    | 2010   | 2015   | 2016   | 2017   | 2018   | 2019   | 2020   | 2021   | 2022   | 2023   |
| --------------------------------------- | ------ | ------ | ------ | ------ | ------ | ------ | ------ | ------ | ------ | ------ |
| BIP in Mrd. USD (Kaufkraftparität)      | 103,5  | 140,9  | 149,4  | 152,5  | 173,7  | 171,0  | 159,0  | 174,3  | 204,6  | 214,7  |
| BIP pro Kopf in USD (Kaufkraftparität)  | 34.520 | 33.875 | 33.848 | 33.453 | 37.749 | 37.035 | 35.774 | 38.829 | 41.459 | 41.559 |
| BIP-Wachstum (real)                     | 2,5 %  | 5,0 %  | 5,0 %  | 0,3 %  | 1,3 %  | −1,1 % | −3,4 % | 2,6 %  | 9,6 %  | 1,3 %  |
| Inflation (in Prozent)                  | 3,3 %  | 0,1 %  | 0,9 %  | 1,5 %  | 0,7 %  | 0,5 %  | −0,4 % | 1,7 %  | 2,5 %  | 0,9 %  |
| Staatsverschuldung (in Prozent des BIP) | 5 %    | 14 %   | 29 %   | 40 %   | 45 %   | 52 %   | 68 %   | 62 %   | 41 %   | 36 %   |

### Omanisierung
Omanisierung bezeichnet die Ersetzung von Gastarbeitern durch omanische Staatsbürger auf inländischen Arbeitsplätzen. Die Omanisierung soll sicherstellen, dass für jeden Staatsbürger ein Arbeitsplatz vorhanden ist, und die Abhängigkeit des Landes von Gastarbeitern verringern. Als Haupthindernis für die weitere Omanisierung identifizierte die Regierung ausländische Top-Manager, die bevorzugt ihre Landsleute einstellen. Daher zählt zu den Zielen der Omanisierung die Besetzung des Top-Managements mit Omanern.
Die Omanisierung begann 1988 mit der Festlegung von Quoten für die Beschäftigung von Omanern. So sollen mindestens 72 % aller Staatsdiener omanische Staatsbürger sein. Auch in der Privatwirtschaft wurden für sechs ausgewählte Branchen Beschäftigungsanteile für omanische Staatsbürger gesetzlich festgelegt: Transport, Lagerung und Telekommunikation 60 % (z. B. ist das Taxigewerbe in der Hauptstadt fest in der Hand von Omanern belutschischer Abstammung), Banken, Versicherungen und Immobilienwirtschaft 45 %, Industrie 35 %, Hotel- und Gaststättengewerbe 30 %, Groß- und Einzelhandel 20 % (da im Einzelhandel auch viele unattraktive Jobs wie Auffüllarbeiten etc. existieren, führt diese Regel dazu, dass attraktive Stellen wie z. B. Kassierer nur von Omanern besetzt werden) und freiberufliche Tätigkeiten 15 %.
Die Pläne der Regierung wurden erfolgreich umgesetzt und bereits 1990 wurde das festgelegte Minimum von Omanern im Staatsdienst übertroffen. 1999 erreichte der Anteil der Staatsbürger im öffentlichen Dienst 86 %. 2008 arbeiteten fast ausschließlich Omaner (ca. 85,2 % aller Beschäftigten) im Staatsdienst. Zwar sind immer noch knapp die Hälfte aller Arbeitsplätze, die von Omanern besetzt werden, im öffentlichen Sektor zu finden (2008 waren in diesem Sektor 131.209 Omaner beschäftigt), aber der Anteil von Omanern im privaten Sektor steigt stetig. 2008 arbeiteten 147.194 Omaner in der Privatwirtschaft. Das war das zweite Jahr in Folge mit mehr omanischen Beschäftigten als im öffentlichen Dienst und mehr als doppelt so viele wie 2002 (65.879). Trotz dieser Entwicklung ist jedoch davon auszugehen, dass Positionen für un- oder angelernte Arbeiter weiterhin mit Gastarbeitern besetzt bleiben, da Omaner diese Stellen selten annehmen. 2008 waren 795.000 Gastarbeiter im privaten Sektor beschäftigt; der Anteil von Omanern lag in diesem Sektor bei 18,5 %.

### Währung
Die Währungseinheit in Oman ist der omanische Rial (üblicherweise abgekürzt mit R. O., international OMR) zu 1.000 Baisas. Er ist fest an den US-Dollar gebunden, der von den Banken ohne Kommission ge- und verkauft wird. 1 Rial entspricht 2,23 Euro beziehungsweise 1 Euro 0,45 OMR (20. August 2025). Inflation existiert so gut wie nicht und im Zehnjahresschnitt von 1985 bis 1995 gab es eine Deflation von 0,2 %. 2003 betrug die Inflation im Durchschnitt −0,4 %. Man kann überall in R. O. bezahlen, nur selten hingegen in US-Dollar oder gar Euro. Es gibt viele Banknoten, auf denen Sultan Qabus abgebildet ist, denn sogar 100 Baisas (etwa 23 Euro-Cent) werden in Papiergeld ausgegeben.

### Landwirtschaft
Etwa 5 % der Staatsfläche werden derzeit landwirtschaftlich genutzt. Es werden vor allem Datteln, Zitronen, Granatäpfel, Bananen, Tomaten, Zwiebeln, Knoblauch, Mangos, Weizen, Kartoffeln, Kaffee und Tabak angebaut. Die Batina-Ebene im Norden des Landes gilt als Agrarzentrum Omans. Im Süden ist das Gebiet um Salala aufgrund des höheren Niederschlags landwirtschaftlich nutzbar. Auch im Hinterland des Dschabal Achdar gibt es stellenweise fruchtbare Täler, in denen Dattelpalmen wachsen. In der Nähe des Wadi Samail, das den Dschabal Achdar in einen östlichen und einen westlichen Gebirgszug teilt, wird Kaffee angebaut.
Die Gewässer rund um Oman sind sehr fischreich. Im Norden und Osten werden Schwert- und Thunfische im großen Stil gefangen, im Süden Haie. Strikte jährliche Fangquoten sollen die Bestände schützen. Die Viehzucht wird überwiegend von Beduinen betrieben.

### Bodenschätze, Energie, Industrie
Der wertvollste Rohstoff ist das Erdöl, das dem Land zu Reichtum verholfen hat. Die Erdölquellen liegen vorwiegend in den Wüsten im Innern Omans. Die bedeutendsten Quellen sind Lachwar, Natih, Qarn Alam, Schama und Sadad, die sich von den Ausläufern des Dschabal Achdar bis hinunter in den Dhofar erstrecken, mit Schwerpunkt im Zentrum Omans. Neben Erdöl ist das Land auch reich an Erdgas. Die omanische Regierung hat für die Zeit nach dem Öl große Pläne bezüglich Gas.
Während der Phase hoher Ölpreise seit 2000 investierte Oman im Gegensatz zu den meisten Ölförderstaaten viel Geld in die Exploration und Förderung von Erdöl sowie Erdgas. Daher konnte Oman in den vergangenen Jahren entgegen ursprünglichen Prognosen seine Förderung immer weiter ausbauen. Im Februar 2016 betrug die Fördermenge von Erdöl sowie Gaskondensaten rund eine Million Barrel pro Tag. Die noch weitgehend unerschlossenen Erdgasvorkommen werden von offizieller Seite mit mehreren Billionen Kubikmetern und Barreln Erdgas bzw. Erdöl angegeben.
Neben den reichen Erdöl- und Erdgasfeldern beschränkt sich der Bergbau auf den Abbau von Kupfer (vor allem im äußersten Norden) und Chromit. Im Osten gibt es bei al-Ashkara unweit von Sur Steinkohlevorkommen, die aber bisher nicht erschlossen sind. Die Energieversorgung basiert im Wesentlichen auf Erdöl; sie wurde seit Anfang der 1970er Jahre erheblich ausgebaut. Der Industriesektor verzeichnet ein starkes Anwachsen von Kleinbetrieben (unter anderem Handwerk, Nahrungsmittel- und Baustoffindustrie). Unter staatlicher Regie wurden eine Erdölraffinerie, eine Gasverflüssigungsanlage und ein Kupferschmelzwerk errichtet.

### Finanzwirtschaft
Der Oman führt eine Wertpapierbörse – den Muscat Securities Market. Außerdem verfügt die Regierung über einen Staatsfonds um das Vermögen des Staates zu diversifizieren und von fossilen Rohstoffen unabhängiger zu machen. Aus den beiden separaten Fonds - State General Reserve Fund und Oman Investment Fund wurde 2020 eine einzelne Entität: die Oman Investment Authority.

### Tourismus
Noch in den 1990er Jahren war Oman ein Land für abenteuerlustige Individualreisende, inzwischen hat sich ein staatlich geförderter Tourismus entwickelt, der sich den internationalen Standards angleicht. Offensichtlich haben die Erfolge der Vereinigten Arabischen Emirate hier als Vorbild gedient.
Ein besonderes Projekt war das für 250.000 Menschen geplante Tourismuszentrum „Al Madina A’Zarqa“ (ehemals „Blue City Oman“) mit bis zu 20 Hotels und einem eigenen Krankenhaus. Es sollte etwa 75 Kilometer westlich von Maskat auf einer Fläche von 34 Quadratkilometern und etwa 16 Kilometer längs der Küste bis zur Halbinsel as-Sawadi entstehen. Als Bausumme wurden 15 bis 20 Milliarden US-Dollar prognostiziert. Baubeginn war 2007, die geplante Fertigstellung wäre 2020 gewesen. Bereits 2010 ging das Projekt in die Liquidation aufgrund fehlender Investitionen. 2012 erfolgte eine Wiederaufnahme des Konzepts durch den Omanischen Staatsfonds, aber auch dieser beendete seine Tätigkeit am Projekt kurz darauf endgültig.

### Außenhandel
Seit 1967 wird Erdöl exportiert, das zusammen mit Erdgas (seit 1978) 2004 81 % der gesamten Exporte ausmacht. Weitere Exportgüter sind Fische, Metalle und Textilien. Zielland sind die Vereinigten Arabischen Emirate. Importiert wurden Maschinen und Fahrzeuge, Industriegüter und Lebensmittel zu 32 % aus den Vereinigten Arabischen Emiraten. Seit Beginn der Ölexporte ist die Handelsbilanz positiv.

### Staatshaushalt
Der Staatshaushalt umfasste 2016 Ausgaben von umgerechnet 31,5 Mrd. US-Dollar, dem standen Einnahmen von umgerechnet 20,2 Mrd. US-Dollar gegenüber. Daraus ergibt sich ein Haushaltsdefizit in Höhe von 17 % des BIP.
Die Staatsverschuldung betrug 2015 13,1 % des BIP und gehörte damit zu den niedrigeren der Welt. In den folgenden Jahren ist diese stark angewachsen und betrug 2018 47,5 %.
2020 betrug der Anteil der Staatsausgaben (in % des BIP) folgender Bereiche:
- Gesundheit: 5,3 %
- Bildung: 5,4 % (2019)
- Militär: 5,5 % (2023)

## Infrastruktur

### Straßen
Es gibt in Oman rund 60.000 Kilometer Straßen, inzwischen sind fast alle Orte auf asphaltierten Straßen erreichbar, zuvor fehlende Querverbindungen sind in den letzten Jahren ergänzt worden, so dass die Asphaltstraßen heute ein sehr gut ausgebautes Netz bilden. Autobahnen (2000 Kilometer) verbinden Maskat mit Sib, Suhar und Fudschaira, sowie mit Nizwa in der Mitte des Landes und Sur an der östlichen Nordküste. Ibri mit Buraimi und Salala mit Thumrayt. Zunehmend werden auch abgelegene Wadis mit gut ausgebauten Straßen durchzogen, was häufig aus ökologischen Gründen kritisiert wird. Dadurch werden die Möglichkeiten des Offroad-Tourismus eingeschränkt, der klassische Bustourismus ausgebaut. Viele Omaner benutzen private PKW, so dass die Frequenz der Überlandbusse zwischen großen Orten abnimmt. Zwischen kleineren Orten verkehren Sammeltaxis. Bei jährlich etwa 8000 Verkehrsunfällen sterben rund 1000 Menschen (Stand 2013). Viele der Autos, vor allem in den Städten, sind neu – zweifelsohne Zeichen des jungen Wohlstandes. Gefahren werden zu einem guten Teil japanische Autos wie Toyota, Mitsubishi usw. Jeeps sind Statussymbole, weshalb auffallend viele auf den Straßen verkehren. Alle Privat-PKW sind mit einem „Piepser“ versehen, der sich beim Überschreiten der gesetzlichen Höchstgeschwindigkeit von 120 km/h einschaltet. Auf den Autobahnen stehen in relativ kurzen Abständen zahlreiche Radarkontrollen. Die Beschilderung ist so gut wie überall zweisprachig, Arabisch und Englisch. In Oman sind staubige Autos seit 1973 gesetzlich verboten. Wer sein Auto im wasserarmen Land nicht regelmäßig wäscht, riskiert ein Bußgeld, bei Wiederholung die Konfiszierung des Wagens.

### Eisenbahn
Derzeit (2023) ist die einzige Eisenbahn in Oman eine für Touristen betriebene Schmalspurbahn, die eine für Besucher geöffnete Höhle erschließt.
Mitte 2014 wurde die Projektgesellschaft Oman Rail gegründet, die bis 2019 ein 2135 Kilometer langes, normalspuriges, zweigleisiges und nicht-elektrifiziertes Eisenbahnnetz schaffen sollte. Im Mai 2016 wurde vom omanischen Transportministerium bekanntgegeben, dass das Projekt auf Eis gelegt wurde. Aufgrund der niedrigen Staatseinnahmen, zurückzuführen auf den Erdölpreis Mitte der 2010er Jahre, konnten Oman dieses große Projekt nicht finanzieren.
Am 23. September 2022 schlossen Etihad Rail und Oman Rail einen Vertrag im Umfang von 3 Mrd. US$ über den Bau einer 303 km langen, grenzüberschreitenden Strecke, deren Endpunkt der Hafen von Suhar werden und die in Al-Ain in den Vereinigten Arabischen Emiraten an das Netz von Etihad Rail anschließen soll.

### Pipelines und Häfen
Der Transport von Öl und Gas erfolgt über etwa 7000 Kilometer Pipelines. Mina al-Fahal bei Maskat ist der Ölexporthafen. Weitere wichtige Häfen sind Mina Sultan Qaboos in Matrah und Raysut bei Salala, der weiter ausgebaut wird und Freihandelszone ist.

### Luftverkehr
In Oman existieren derzeit vier internationale Flughäfen. In Sib, einer Stadt 25 Kilometer westlich der Hauptstadt Maskat, befindet sich der Muscat International Airport, der früher Seeb International Airport hieß. Der zweitgrößte Flughafen liegt im Süden des Landes, in Salala, der Salalah International Airport. Beide Flughäfen wurden in den letzten Jahren massiv ausgebaut und sind auf dem neuesten Stand der Technik.
Außerdem existiert in der Küstenstadt Suhar der Flughafen Suhar sowie in der Freihandelszone Duqm der Flughafen Duqm. Der Regionalflughafen Flughafen Chasab befindet sich in der Hauptstadt der Region Musandam.
Oman Air ist die staatliche Fluggesellschaft. Die Billigfluggesellschaft SalamAir wurde 2016 gegründet. Sie bedient Ziele im Nahen Osten und Indien.

### Telekommunikation
Im Jahr 2020 nutzten 95 Prozent der Einwohner Omans das Internet.

### Elektrizitätsversorgung
Im Jahr 2016 lag Oman bzgl. der installierten Leistung mit 8,167 GW an Stelle 70 und bzgl. der jährlichen Erzeugung mit 32,16 Mrd. kWh an Stelle 62 in der Welt. Der Elektrifizierungsgrad lag 2019 bei 99 % (100 % in den Städten und 92 % in ländlichen Gebieten). Oman war 2016 bzgl. der Stromerzeugung autark; weder importierte noch exportierte das Land Elektrizität.

## Kultur
Nationalfeiertag ist der 18. November, an dem Sultan Qabus ibn Said seinen Geburtstag feierte. Die Feierlichkeiten erstrecken sich in der Regel über drei Tage und werden mit einem riesigen Feuerwerk abgeschlossen.
In Maskat befindet sich das Royal Opera House Muscat, das bis zur Eröffnung der Dubai Opera im Jahr 2016 das einzige Opernhaus in den Golfstaaten war.

## Sport

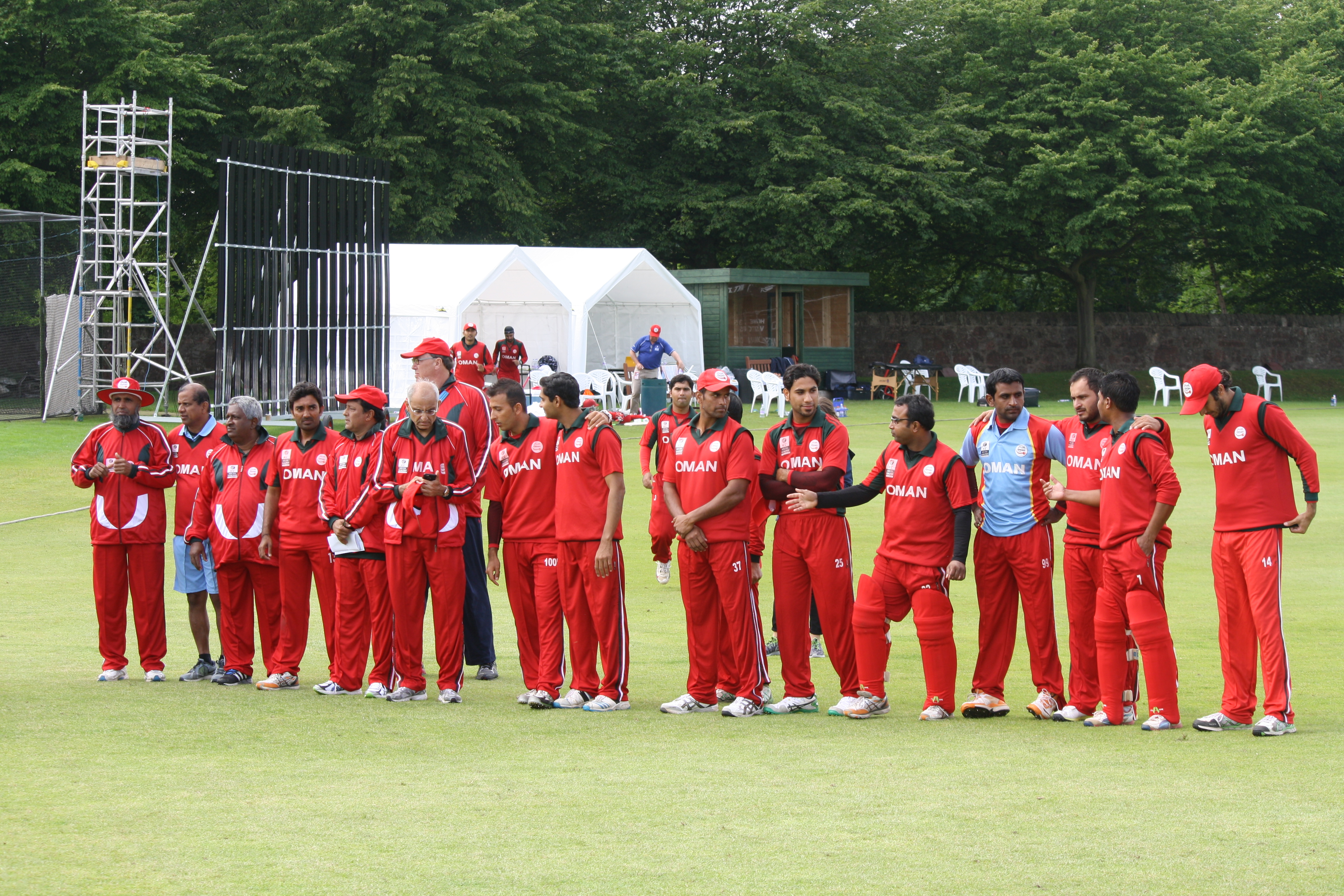
Die omanische Cricket-Nationalmannschaft, 2015

Cricket ist eine der beliebtesten Sportarten in Oman, vor allem dank der Einwanderer aus den Cricketnationen Südasiens. Die omanische Cricket-Nationalmannschaft qualifizierte sich 2016 erstmals für die ICC World Twenty20, nachdem man die ICC World Twenty20 Qualifier 2015 auf dem sechsten Platz abschloss. Gleichzeitig erhielt man T20I-Status. Am 24. April 2019 erhielt Oman erstmals ODI-Status zugesprochen, nachdem man den Gastgeber Namibia während der ICC World Cricket League Division Two 2019 mit vier Wickets besiegte.
2021 war Oman zusammen mit den Vereinigten Arabischen Emiraten erstmals Gastgeber eines wichtigen Cricketturnieres, des T20 World Cup 2021. Es war dies das erste wichtige Cricketturnier, das vollständig in assoziierten Ländern des International Cricket Council stattfand. Die Nationalmannschaft Omans nahm ebenfalls an diesem Turnier teil, schied jedoch bereits in der Vorrunde aus. Beim T20 World Cup 2024 schied das Team nach drei Niederlagen abermals in der Vorrunde aus.